# Romeo Zondervan
Romeo Zondervan (Paramaribo, 3 marzo 1959) è un ex calciatore olandese.